# Ghizlane Chhiri
Ghizlane Chhiri (en arabe : غزلان الشهيري), née le 11 septembre 1994, est une footballeuse internationale marocaine évoluant au poste de défenseur à l'AS FAR.

## Biographie

### Carrière en club
Ghizlane Chhiri fait ses débuts au Raja d'Agadir puis continue sa formation au Najah Souss, avant de rejoindre le club de l'AS FAR en 2018.
Avec ce dernier, elle remporte plusieurs titres parmi eux le championnat et la Coupe du Trône.

#### Ligue des Champions CAF 2021
Elle et son club parviennent à se qualifier pour la phase finale de la première édition de la Ligue des champions féminine de la CAF qui a lieu en Égypte en novembre 2021. 
Titulaire à tous les matchs, son équipe termine à la 3e place.

#### Ligue des Champions CAF 2022: Sacre de l'AS FAR
Après l'édition 2021 en Égypte, Ghizlane Chhiri participe à la suivante organisée au Maroc. L'AS FAR étant qualifiée d'office pour la phase finale après avoir remporté le championnat marocain, étant donné que la compétition se joue dans son pays. 
Elle délivre une passe décisive sur le but victorieux de son équipe inscrit par Ibtissam Jraidi lors de la première journée contre Simba Queens le 30 octobre 2022. Elle récidive lors de la 3e journée le 5 novembre 2022 contre Determine Girls du Libéria en offrant deux passes décisives à ses coéquipières,.
Puis le 13 novembre 2022, l'AS FAR s'impose en finale et remporte la compétition aux dépens du tenant du titre Mamelodi Sundowns après s'être imposée 4 buts à 0. Ghizlane Chhiri participe à la finale en tant que titulaire.

### Carrière internationale

#### Équipe du Maroc
Chhiri connait plusieurs sélections et convocations à des stages, matchs et tournois amicaux sous les différents entraîneurs qu'elle a connu. Elle participe aux éliminatoires de la CAN 2018 ainsi qu'aux qualifications des JO 2020. Néanmoins, le Maroc ne parvient pas à se qualifier pour ces diverses phases finales.
Chhiri fait partie du groupe qui remporte en février 2020 le Tournoi de l'UNAF.
La joueuse de l'AS FAR prend part également au Tournoi de Aisha Buhari organisé à Lagos en septembre 2021, durant lequel le Maroc termine à la 2e place.
En février 2022, elle remporte avec la sélection le Tournoi international de Malte où elle participe au premier match contre Malte mais souffrant d'une blessure, elle est remplacée à la 35e par Samia Fikri.
Ghizlane Chhiri se blesse à la cheville le 18 juin 2022 contre la Zambie, soit quelques jours avant la CAN 2022.

#### Coupe d'Afrique des nations 2022
Malgré sa blessure qui, n'est pas aussi grave, elle est tout de même retenue par Reynald Pedros dans la liste des 26 joueuses qui prennent part à la CAN 2022 du 2 au 23 juillet 2022 au Maroc.
Elle dispute deux rencontres durant cette édition. Parmi elles, la finale perdue contre l'Afrique du Sud en entrant en jeu à la place de Zineb Redouani sortie sur blessure. 
Chhiri fait partie de la sélection qui décroche la première qualification du Maroc à la Coupe du monde féminine.

#### Coupe du monde 2023
Dans le cadre des préparations à la Coupe du monde 2023, le Maroc dispute deux matchs amicaux en Espagne à Cadix contre la Pologne le 6 octobre 2022 et le Canada le 10 octobre 2022. Ghizlane Chhiri participe au premier match en tant que remplaçante qui voit les Marocaines s'incliner par 4 buts à 0.
Elle est sélectionnée en avril 2023 pour prendre part à deux matchs amicaux internationaux contre la Tchéquie et la Roumanie respectivement le 6 avril 2023 à Prague et le 11 avril 2023 à Bucarest.
Chhiri fait partie des 28 joueuses présélectionnées par Reynald Pedros pour disputer la Coupe du monde 2023 en Australie et Nouvelle-Zélande.  Mais elle n'est pas retenue dans la liste finale des 23 joueuses. Elle fait néanmoins le voyage en Australie en tant que réserviste.

#### Coupe d'Afrique 2024
Ghizlane Chhiri retrouve la sélection sous la houlette de Jorge Vilda. Dans le cadre des préparations à la CAN, elle est convoquée par Jorge Vilda pour disputer deux matchs amicaux internationaux, face au Ghana et Haïti respectivement les 21 et 25 février 2025. Les Marocaines s'imposent face aux Ghanéennes (1-0) et font match nul contre les Haïtiennes (1-1). Remplaçante, elle n'entre en jeu dans aucune des deux rencontres,.

## Palmarès

### En club
AS FAR
- Championnat du Maroc (7):
  - Champion : 2019, 2020, 2021, 2022, 2023, 2024 et 2025.

- Coupe du Trône (6):
  - Vainqueur : 2019, 2020, 2021, 2022, 2023 et 2024.

- Ligue des champions de la CAF (1) :
  -  Vainqueur : 2022
  -  Finaliste : 2024
  -  Troisième : 2021, 2023

### En sélection
Équipe du Maroc
- Coupe d'Afrique des nations
  - Finaliste : 2022
- Tournoi de l'UNAF
  - Vainqueur : 2020
- Aisha Buhari Cup
  - 2e place : 2021
- Tournoi international de Malte
  - Vainqueur : 2022

## Distinctions personnelles
- Dans le onze-type de la Ligue des champions CAF 2022[18].